# Blauwgrond
Blauwgrond is een stadsressort en een van de 12 wijken van de Surinaamse hoofdstad Paramaribo. Het is de meest oostelijk gelegen wijk en ressort van de stad. De wijk ontleent zijn naam aan de blauwe zeeklei in de ondergrond. Die blauwe kleur komt door de verbouw van indigostruiken in de 18e en 19e eeuw, ten behoeve van de textielnijverheid in Nederland.

## Demografie
In 2012 had Blauwgrond volgens cijfers van het Centraal Bureau voor Burgerzaken (CBB) 31.483 inwoners, een toename vergeleken 28.436 inwoners in 2004. De grootste bevolkingsgroepen zijn: mensen van gemengde afkomst (26%), Javanen (25%), Creolen (20%) en Hindoestanen (15%).

## Geschiedenis
Blauwgrond was oorspronkelijk een Javaans dorp ten noorden van Paramaribo. In de jaren 1960 en 1970 vonden er grootschalige stadsuitbreidingen plaats, en werd het een gedeelte van de stad. Het heeft zijn Javaanse dorpskarakter gedeeltelijk weten te behouden en is bekend om de warungs en restaurants. Aan de Narainastraat bevindt zich de Shri Radha Krisna Mandir, een veelkleurige Sanatan Dharma tempel die in 1991 geopend was. Het winkelcentrum Maretraite Mall bevindt zich in het ressort.
In Blauwgrond bevindt zich de wijk Leonsberg. Dit is een voormalige koffieplantage opgericht in 1819 door A. Léon. De veerboten naar Nieuw-Amsterdam en Braamspunt vertrekken vanaf de Veersteiger Leonsberg.

## Geboren
- Stephano Biervliet (1992), activist en politicus

## Stedenband
- Kortenberg[8]

Beekhuizen · Blauwgrond · Centrum · Flora · Latour · Livorno · Munder · Pontbuiten · Rainville · Tammenga · Weg naar Zee · Welgelegen